# قائمة مدن قطاع غزة

خارطة قطاع غزة.

فيما يلي قائمة بأسماء المدن في محافظات قطاع غزة:

## التاريخ

### السلطة الفلسطينية
بعد توقيع اتفاقية أوسلو عام 1993، استلمت السلطة الوطنية الفلسطينية بعض مناطق قطاع غزة، ووضعتها تحت سيطرتها المدنية والأمنية أو المدنية فقط. في فبراير 2005، صوّتت الحكومة الإسرائيلية على تطبيق خطة رئيس الوزراء الإسرائيلي أريئيل شارون لفك الارتباط الأحادية الإسرائيلية، وإزالة جميع المستوطنات الإسرائيلية والمستوطنين والقواعد العسكرية من القطاع، وتم الانتهاء من العملية في 12 سبتمبر 2005 بإعلانها إنهاء الحكم العسكري في القطاع.

## قائمة الهيئات المحلية في قطاع غزة
فيما يلي قائمة الهيئات المحلية (مدينة، قرية، مخيم) في قطاع غزة وعدد سكانها: